# Alan Kováč
Alan Kováč (* 22. Mai 1993 in Bratislava) ist ein slowakischer Fußballspieler.

## Karriere
Kováč spielte bis 2014 für die B-Mannschaft des ŠK Slovan Bratislava. Im Mai 2014 debütierte er im Finale des Cups gegen den MFK Košice für die Profis, als er in der 79. Minute für Kristián Kolčák eingewechselt wurde. Sein Debüt in der Corgoň liga gab er ebenfalls im Mai 2014, als er am 33. Spieltag der Saison 2013/14 gegen Spartak Trnava in der 84. Minute für Pavel Fořt ins Spiel gebracht wurde. Zu Saisonende wurde er mit Slovan Meister.
Zur Saison 2014/15 wechselte er zum Ligakonkurrenten DAC Dunajská Streda. Nach zwei Einsätzen für den Verein in der Fortuna liga wurde er noch im August 2014 an den Zweitligisten ŠK Senec verliehen. Für Senec absolvierte er in jener Saison 30 Spiele in der zweithöchsten Spielklasse und erzielte dabei fünf Tore.
Im September 2015 wurde er erneut in die zweite Liga verliehen, diesmal an den FK Iskra Borčice. Bis zum Austritt aus der Liga im Frühjahr 2016 absolvierte er für den Verein 18 Ligaspiele, in denen er sechs Treffer erzielte.
Im September 2016 wechselte Kováč leihweise zum Zweitligisten ŠKF Sereď, für den er bis zur Winterpause der Saison 2016/17 neun Spiele absolvierte und drei Tore erzielte. In der Winterpause wurde er an den Erstligisten FK Senica weiterverliehen. Sein erstes Tor in der Fortuna liga erzielte er im Februar 2017 bei einem 1:0-Sieg gegen Spartak Trnava. Bis zum Ende der Leihe in der Winterpause der Saison 2017/18 absolvierte er 38 Ligaspiele für Senica und erzielte dabei sechs Tore.
2019 wechselte er zum ungarischen Zweitligisten Győri ETO FC. In den folgenden Jahren blieb er bei verschiedenen unterklassigen Vereinen in Ungarn. 2023 spielte er nochmal für 11 Spiele in Bratislava, seitdem spielt er in unterklassigen Vereinen in Österreich.

## Erfolge
ŠK Slovan Bratislava
- Slowakischer Meister: 2013/14